# Callipo Sport 2022-2023
Questa voce raccoglie le informazioni riguardanti la Callipo Sport nelle competizioni ufficiali della stagione 2022-2023.

## Stagione
Nella stagione 2022-23 la Callipo Sport assume la denominazione sponsorizzata di Tonno Callipo Calabria Vibo Valentia.
Partecipa per la settima volta al campionato di Serie A2: dopo aver chiuso la regular season al primo posto in classifica si qualifica ai play-off promozione che termina, con un percorso netto, vincendo la serie di finale con l'Olimpia Bergamo ed ottenendo la promozione in Superlega.
A seguito del primo posto in classifica al termine del girone di andata, si qualifica per la Coppa Italia di Serie A2: vince la competizione per la quarta volta grazie alla vittoria in finale contro la New Mater.
I successi in campionato e in Coppa Italia consentono alla Callipo di disputare la Supercoppa italiana di Serie A2: alla prima partecipazione alla competizione conquista il trofeo superando in finale la Libertas Brianza.

## Organigramma societario
Area direttiva
- Presidente: Filippo Callipo
- Vicepresidente: Filippo Maria Callipo, Giacinto Callipo
- Direttore Sportivo: Ninni De Nicolo
- Team Manager: Giuseppe Defina
- Segreteria Generale: Rosita Mercadante
- Responsabile Video Check: Roberto Lanza
- Logistica Palasport: Rosario Pardea, Onofrio Ionadi
- Assistente Spirituale: Enzo Varone

Area tecnica
- Allenatore: Cézar Douglas
- Allenatore in seconda: Francesco Racaniello
- Scout Man: Giampaolo Maragò
- Responsabile Settore Giovanile: Nicola Agricola

Area comunicazione
- Responsabile Comunicazione: Rosita Mercadante
- Fotografo: Ignazio Comito

Area marketing
- Responsabile Marketing: Filippo Maria Callipo
- Responsabile Biglietteria: Rosita Mercadante

Area sanitaria
- Medico: Nicola Basilio Arena
- Preparatore Atletico: Daniele De Ceglia
- Fisioterapista: Andrea Caizzi
- Ortopedico: Valerio Mastroianni

## Rosa
| N° | Nome               | Ruolo | Data di nascita   | Nazionalità sportiva |
| -- | ------------------ | ----- | ----------------- | -------------------- |
| 1  | Nikola Mijailović  | S     | 8 agosto 1989     | Serbia               |
| 2  | Davide Candellaro  | C     | 7 giugno 1989     | Italia               |
| 3  | Domenico Cavaccini | L     | 13 marzo 1987     | Italia               |
| 5  | Santiago Orduna    | P     | 31 agosto 1983    | Italia               |
| 6  | Leonardo Carta     | L     | 26 maggio 2003    | Italia               |
| 7  | Alessandro Tondo   | C     | 18 agosto 1991    | Italia               |
| 8  | Lorenzo Piazza     | P     | 3 ottobre 1992    | Italia               |
| 9  | Cosimo Balestra    | C     | 30 novembre 2003  | Italia               |
| 10 | Matteo Bellia      | O     | 11 dicembre 2000  | Italia               |
| 11 | Alessio Tallone    | S     | 23 settembre 1999 | Italia               |
| 12 | Jernej Terpin      | S     | 21 giugno 1996    | Italia               |
| 13 | Manuele Lucconi    | O     | 9 febbraio 1999   | Italia               |
| 14 | Marco Belluomo     | C     | 27 settembre 2003 | Italia               |
| 15 | Michele Fedrizzi   | S     | 21 maggio 1991    | Italia               |
| 17 | Paul Buchegger     | O     | 4 marzo 1996      | Austria              |

## Mercato
| Acquisti | Acquisti           | Acquisti          | Acquisti   |
| R.       | Nome               | da                | Modalità   |
| -------- | ------------------ | ----------------- | ---------- |
| C        | Cosimo Balestra    | Materdomini       | definitivo |
| O        | Matteo Bellia      | Castellana        | definitivo |
| O        | Paul Buchegger     | Spor Toto         | definitivo |
| L        | Leonardo Carta     | Materdomini       | definitivo |
| L        | Domenico Cavaccini | Top Volley Latina | definitivo |
| S        | Michele Fedrizzi   | Lupi Santa Croce  | definitivo |
| O        | Manuele Lucconi    | Prisma Taranto    | definitivo |
| S        | Nikola Mijailović  | Olympiakos        | definitivo |
| P        | Santiago Orduna    | Milano            | definitivo |
| P        | Lorenzo Piazza     | Mondovì           | definitivo |
| S        | Alessio Tallone    | Cuneo             | definitivo |
| S        | Jernej Terpin      | Olimpia Bergamo   | definitivo |
| C        | Alessandro Tondo   | You Energy        | definitivo |

| Cessioni | Cessioni            | Cessioni             | Cessioni   |
| R.       | Nome                | a                    | Modalità   |
| -------- | ------------------- | -------------------- | ---------- |
| S        | Luka Bašić          | You Energy           | definitivo |
| O        | Matteo Bellia       | Silvolley            | definitivo |
| S        | Maurício Silva      | Al-Ahly              | definitivo |
| L        | Gabriele Condorelli | Franco Tigano        | definitivo |
| S        | Douglas de Souza    | Amigos do Vôlei      | definitivo |
| S        | Christian Fromm     | Al-Arabi             | definitivo |
| C        | Giovanni Gargiulo   | Prisma Taranto       | definitivo |
| O        | Gabriele Nelli      | Trentino             | definitivo |
| S        | Alberto Nicotra     | Saturnia Acicastello | definitivo |
| O        | Yūji Nishida        | JTEKT Stings         | definitivo |
| P        | Pier Paolo Partenio | Motta                | definitivo |
| C        | Flávio Gualberto    | Sir Safety Perugia   | definitivo |
| L        | Marco Rizzo         | Prisma Taranto       | definitivo |
| P        | Davide Saitta       | Padova               | definitivo |

## Risultati

### Serie A2

#### Girone di andata
| 1ª Giornata - 9 ottobre 2022 Palasport Villa D'Agri, Marsicovetere | Rinascita Lagonegro | 2 - 3 | Callipo           | 25-19, 17-25, 28-26, 15-25, 13-15 |
| 2ª Giornata - 16 ottobre 2022 PalaMaiata, Vibo Valentia            | Callipo             | 3 - 0 | M&G               | 25-15, 25-21, 25-19               |
| 3ª Giornata - 19 ottobre 2022 PalaSanFilippo, Brescia              | Atlantide Brescia   | 1 - 3 | Callipo           | 25-23, 17-25, 19-25, 15-25        |
| 4ª Giornata - 23 ottobre 2022 PalaMaiata, Vibo Valentia            | Callipo             | 3 - 0 | Libertas Brianza  | 25-19, 25-22, 25-17               |
| 5ª Giornata - 29 ottobre 2022 PalaPrata, Prata di Pordenone        | Prata               | 1 - 3 | Callipo           | 18-25, 25-19, 19-25, 18-25        |
| 6ª Giornata - 5 novembre 2022 PalaMaiata, Vibo Valentia            | Callipo             | 3 - 1 | Lupi Santa Croce  | 25-17, 25-21, 18-25, 25-17        |
| 7ª Giornata - 12 novembre 2022 PalaCastagnaretta, Cuneo            | Cuneo               | 3 - 0 | Callipo           | 30-28, 25-23, 25-21               |
| 8ª Giornata - 19 novembre 2022 Palazzetto dello Sport, Porto Viro  | Porto Viro          | 3 - 1 | Callipo           | 20-25, 29-27, 25-18, 25-18        |
| 9ª Giornata - 21 dicembre 2022 PalaMaiata, Vibo Valentia           | Callipo             | 3 - 0 | Tricolore         | 25-23, 25-22, 27-25               |
| 10ª Giornata - 3 dicembre 2022 PalaMaiata, Vibo Valentia           | Callipo             | 3 - 2 | Porto Robur Costa | 23-25, 25-23, 22-25, 25-19, 15-9  |
| 11ª Giornata - 7 dicembre 2022 PalaGrotte, Castellana Grotte       | New Mater           | 1 - 3 | Callipo           | 25-22, 20-25, 22-25, 21-25        |
| 12ª Giornata - 11 dicembre 2022 PalaMaiata, Vibo Valentia          | Callipo             | 3 - 0 | Motta             | 25-15, 26-24, 25-22               |
| 13ª Giornata - 17 dicembre 2022 Palazzetto dello Sport, Bergamo    | Olimpia Bergamo     | 3 - 2 | Callipo           | 24-26, 23-25, 25-21, 25-22, 15-12 |

#### Girone di ritorno
| 14ª Giornata - 26 dicembre 2022 PalaMaiata, Vibo Valentia            | Callipo           | 3 - 0 | Rinascita Lagonegro | 28-26, 25-21, 25-15               |
| 15ª Giornata - 8 gennaio 2023 Palasport Grottazzolina, Grottazzolina | M&G               | 1 - 3 | Callipo             | 25-17, 18-25, 17-25, 20-25        |
| 16ª Giornata - 15 gennaio 2023 PalaMaiata, Vibo Valentia             | Callipo           | 3 - 0 | Atlantide Brescia   | 25-23, 25-23, 25-20               |
| 17ª Giornata - 22 gennaio 2023 PalaFrancescucci, Casnate con Bernate | Libertas Brianza  | 2 - 3 | Callipo             | 25-20, 36-34, 13-25, 16-25, 12-15 |
| 18ª Giornata - 29 gennaio 2023 PalaMaiata, Vibo Valentia             | Callipo           | 3 - 0 | Prata               | 25-20, 25-18, 25-17               |
| 19ª Giornata - 11 febbraio 2023 PalaParenti, Santa Croce sull'Arno   | Lupi Santa Croce  | 3 - 0 | Callipo             | 25-23, 25-20, 25-17               |
| 20ª Giornata - 19 febbraio 2023 PalaMaiata, Vibo Valentia            | Callipo           | 3 - 1 | Cuneo               | 21-25, 25-18, 25-22, 25-19        |
| 21ª Giornata - 25 febbraio 2023 PalaMaiata, Vibo Valentia            | Callipo           | 3 - 0 | Porto Viro          | 25-22, 25-21, 25-13               |
| 22ª Giornata - 5 marzo 2023 PalaBigi, Reggio nell'Emilia             | Tricolore         | 0 - 3 | Callipo             | 22-25, 11-25, 19-25               |
| 23ª Giornata - 12 marzo 2023 PalaCosta, Ravenna                      | Porto Robur Costa | 3 - 0 | Callipo             | 25-19, 25-20, 25-20               |
| 24ª Giornata - 19 marzo 2023 PalaMaiata, Vibo Valentia               | Callipo           | 3 - 0 | New Mater           | 25-20, 25-21, 25-20               |
| 25ª Giornata - 26 marzo 2023 PalaBarbazza, San Donà di Piave         | Motta             | 2 - 3 | Callipo             | 25-23, 22-25, 25-22, 18-25, 14-16 |
| 26ª Giornata - 2 aprile 2023 PalaMaiata, Vibo Valentia               | Callipo           | 3 - 0 | Olimpia Bergamo     | 25-21, 25-13, 25-15               |

#### Play-off promozione
| Quarti di finale (gara 1) - 16 aprile 2023 PalaMaiata, Vibo Valentia    | Callipo           | 3 - 1 | Porto Robur Costa | 25-21, 25-17, 17-25, 25-22       |
| Quarti di finale (gara 2) - 19 aprile 2023 PalaCosta, Ravenna           | Porto Robur Costa | 2 - 3 | Callipo           | 22-25, 25-17, 16-25, 29-27, 9-15 |
| Semifinali (gara 1) - 26 aprile 2023 PalaMaiata, Vibo Valentia          | Callipo           | 3 - 0 | Lupi Santa Croce  | 25-20, 25-22, 25-22              |
| Semifinali (gara 1) - 30 aprile 2023 PalaParenti, Santa Croce sull'Arno | Lupi Santa Croce  | 0 - 3 | Callipo           | 18-25, 14-25, 20-25              |
| Finale (gara 1) - 7 maggio 2023 PalaMaiata, Vibo Valentia               | Callipo           | 3 - 0 | Olimpia Bergamo   | 25-14, 32-30, 25-16              |
| Finale (gara 2) - 10 maggio 2023 Palazzetto dello Sport, Bergamo        | Olimpia Bergamo   | 0 - 3 | Callipo           | 19-25, 18-25, 14-25              |
| Finale (gara 3) - 14 maggio 2023 PalaMaiata, Vibo Valentia              | Callipo           | 3 - 0 | Olimpia Bergamo   | 25-18, 25-17, 25-18              |

### Coppa Italia di Serie A2
| Quarti di finale - 29 dicembre 2022 PalaMaiata, Vibo Valentia | Callipo | 3 - 0 | Cuneo           | 25-15, 25-21, 25-22 |
| Semifinali - 18 gennaio 2023 PalaMaiata, Vibo Valentia        | Callipo | 3 - 0 | Olimpia Bergamo | 34-32, 25-23, 25-22 |
| Finale - 4 febbraio 2023 PalaMaiata, Vibo Valentia            | Callipo | 3 - 0 | New Mater       | 25-17, 25-22, 25-20 |

### Supercoppa italiana di Serie A2
| Finale - 10 aprile 2023 PalaMaiata, Vibo Valentia | Callipo | 3 - 0 | Libertas Brianza | 25-16, 25-17, 25-21 |

## Statistiche

### Statistiche di squadra
| Competizione                    | Punti | In casa | In casa | In casa | In trasferta | In trasferta | In trasferta | Totale | Totale | Totale |
| Competizione                    | Punti | G       | V       | P       | G            | V            | P            | G      | V      | P      |
| ------------------------------- | ----- | ------- | ------- | ------- | ------------ | ------------ | ------------ | ------ | ------ | ------ |
| Serie A2                        | 60    | 17      | 17      | 0       | 16           | 11           | 5            | 33     | 28     | 5      |
| Coppa Italia di Serie A2        |       | 3       | 3       | 0       | 0            | 0            | 0            | 3      | 3      | 0      |
| Supercoppa italiana di Serie A2 |       | 1       | 1       | 0       | 0            | 0            | 0            | 1      | 1      | 0      |
| Totale                          | -     | 21      | 21      | 0       | 16           | 11           | 5            | 37     | 32     | 5      |

G = partite giocate; V = partite vinte; P = partite perse 

### Statistiche dei giocatori
| Giocatore     | Serie A2 | Serie A2 | Serie A2 | Serie A2 | Serie A2 | Coppa Italia di Serie A2 | Coppa Italia di Serie A2 | Coppa Italia di Serie A2 | Coppa Italia di Serie A2 | Coppa Italia di Serie A2 | Supercoppa italiana di Serie A2 | Supercoppa italiana di Serie A2 | Supercoppa italiana di Serie A2 | Supercoppa italiana di Serie A2 | Supercoppa italiana di Serie A2 | Totale | Totale | Totale | Totale | Totale |
| Giocatore     | P        | PT       | AV       | MV       | BV       | P                        | PT                       | AV                       | MV                       | BV                       | P                               | PT                              | AV                              | MV                              | BV                              | P      | PT     | AV     | MV     | BV     |
| ------------- | -------- | -------- | -------- | -------- | -------- | ------------------------ | ------------------------ | ------------------------ | ------------------------ | ------------------------ | ------------------------------- | ------------------------------- | ------------------------------- | ------------------------------- | ------------------------------- | ------ | ------ | ------ | ------ | ------ |
| C. Balestra   | 12       | 48       | 39       | 8        | 1        | 0                        | 0                        | 0                        | 0                        | 0                        | 1                               | 2                               | 2                               | 0                               | 0                               | 13     | 50     | 41     | 8      | 1      |
| M. Bellia     | 1        | 1        | 1        | 0        | 0        | -                        | -                        | -                        | -                        | -                        | -                               | -                               | -                               | -                               | -                               | 1      | 1      | 1      | 0      | 0      |
| M. Belluomo   | 5        | 6        | 5        | 1        | 0        | 0                        | 0                        | 0                        | 0                        | 0                        | 0                               | 0                               | 0                               | 0                               | 0                               | 5      | 6      | 5      | 1      | 0      |
| P. Buchegger  | 30       | 549      | 452      | 40       | 57       | 3                        | 46                       | 37                       | 2                        | 7                        | 1                               | 23                              | 20                              | 1                               | 2                               | 34     | 618    | 509    | 43     | 66     |
| D. Candellaro | 32       | 241      | 168      | 55       | 18       | 3                        | 29                       | 20                       | 7                        | 2                        | 1                               | 9                               | 6                               | 3                               | 0                               | 36     | 279    | 194    | 65     | 20     |
| L. Carta      | 4        | 0        | 0        | 0        | 0        | 0                        | 0                        | 0                        | 0                        | 0                        | 0                               | 0                               | 0                               | 0                               | 0                               | 4      | 0      | 0      | 0      | 0      |
| D. Cavaccini  | 32       | 0        | 0        | 0        | 0        | 3                        | 0                        | 0                        | 0                        | 0                        | 1                               | 0                               | 0                               | 0                               | 0                               | 36     | 0      | 0      | 0      | 0      |
| M. Fedrizzi   | 22       | 177      | 143      | 20       | 14       | 0                        | 0                        | 0                        | 0                        | 0                        | 0                               | 0                               | 0                               | 0                               | 0                               | 22     | 177    | 143    | 20     | 14     |
| M. Lucconi    | 3        | 30       | 27       | 2        | 1        | 1                        | 1                        | 1                        | 0                        | 0                        | 0                               | 0                               | 0                               | 0                               | 0                               | 4      | 31     | 28     | 2      | 1      |
| N. Mijailović | 29       | 287      | 242      | 27       | 18       | 3                        | 31                       | 19                       | 10                       | 2                        | 1                               | 8                               | 6                               | 1                               | 1                               | 33     | 326    | 267    | 38     | 21     |
| S. Orduna     | 31       | 51       | 29       | 11       | 11       | 3                        | 7                        | 5                        | 2                        | 0                        | 1                               | 2                               | 1                               | 1                               | 0                               | 35     | 60     | 35     | 14     | 11     |
| L. Piazza     | 8        | 2        | 0        | 1        | 1        | 0                        | 0                        | 0                        | 0                        | 0                        | 0                               | 0                               | 0                               | 0                               | 0                               | 8      | 2      | 0      | 1      | 1      |
| A. Tallone    | 26       | 71       | 61       | 5        | 5        | 0                        | 0                        | 0                        | 0                        | 0                        | 0                               | 0                               | 0                               | 0                               | 0                               | 26     | 71     | 61     | 5      | 5      |
| J. Terpin     | 29       | 288      | 245      | 19       | 24       | 3                        | 34                       | 31                       | 2                        | 1                        | 1                               | 9                               | 6                               | 2                               | 1                               | 33     | 331    | 282    | 23     | 26     |
| A. Tondo      | 29       | 229      | 154      | 58       | 17       | 3                        | 27                       | 23                       | 1                        | 3                        | 0                               | 0                               | 0                               | 0                               | 0                               | 32     | 256    | 177    | 59     | 20     |

P = presenze; PT = punti totali; AV = attacchi vincenti; MV = muri vincenti; BV = battute vincenti